# Gradualismo
El gradualismo, formado por gradus (paso, peldaño, escalón), -alis (relativo a) y -ismo (actividad, pensamiento, doctrina), es cualquier actividad en la cual el cambio ocurre, o debe ocurrir, en forma de pasos graduales.

## Geología
En ciencias naturales el gradualismo es la teoría que, oponiéndose al  catastrofismo, sostiene que los cambios profundos son resultado del producto acumulado de procesos lentos pero continuos. En geología, fue propuesta por James Hutton en su Teoría de la Tierra (1785) y desarrollada por la teoría uniformista de Charles Lyell, en sus Principios de geología (1830-1833).

## Biología
En biología, el gradualismo es un componente esencial de la teoría evolutiva. Tanto Lamarck como Darwin se opusieron al catastrofismo: 

Las catástrofes locales, como las que producen temblores de tierra, volcanes y otras causas particulares, son bien conocidas [...] Pero ¿por qué suponer, sin pruebas, una catástrofe universal cuando la marcha de la naturaleza mejor conocida basta para dar razón de todos los hechos que observamos en todas sus partes?
 Lamarck, Philosophia Zoologica, pp.75-80

Charles Darwin estuvo profundamente influido por la lectura de los Principios de Geología de Lyell. Partiendo del uniformismo metodológico, que prohíbe la recurrencia a ninguna fuerza o fenómeno que no puede ser observado en el presente, Darwin teorizó que el proceso evolutivo debe ocurrir gradualmente y no por medio de saltaciones: por un lado, las saltaciones no se observan en el presente; por otro, las desviaciones extremas de la variación fenotípica usual serían probablemente eliminadas por selección natural.
El gradualismo filogenético ha sido acusado de funcionar bien para los cambios intrapoblacionales, pero no para los grandes saltos evolutivos. En este contexto se sitúa la teoría del equilibrio puntuado de Stephen Jay Gould y Niles Eldredge.

## Bioética
En bioética, el gradualismo se opone al personalismo en el estatus del embrión humano.

## Filosofía
En filosofía, Lorenzo Peña ha hablado del cumulativismo como caso especial de gradualismo contradictorial. El yin y yang dentro del taoísmo también representa un caso de cambios graduales.

## Lógica
En lógica, el gradualismo se ve reflejado en la lógica difusa, que determina infinidad de valores decimales graduales entre verdadero y falso. Por ejemplo: una persona puede ser "nada" alta, "un poco" alta, "muy" alta, o "altísima"; teniendo distintos valores decimales de verdad entre 0 y 1.

## Política y sociedad
En política, el gradualismo es una hipótesis que postula que el cambio social puede lograrse mediante pequeñas y discretas mejoras, más que a través de movimientos abruptos como las revoluciones o las revueltas. El gradualismo es una de las características definitorias de la socialdemocracia y el reformismo. En la política maquiavélica, los congresistas son obligados a adoptar el gradualismo.